# آورلند
آورلند (انگلیسی: Overland) شرکت خودروسازی آمریکایی بود، که در سال ۱۹۰۳ توسط کلاود کاکس تأسیس شد. این شرکت در سال ۱۹۲۶ منحل گردید.